# Уильямс, Хэнк
Ха́йрам Кинг «Хэнк» Уи́льямс (англ. Hiram King «Hank» Williams; 17 сентября 1923 — 1 января 1953) — американский автор-исполнитель, «отец современной музыки кантри». За пять лет активной музыкальной карьеры, прерванной его смертью в 29-летнем возрасте, Уильямс написал большое число песен, определивших облик музыки хонки-тонк и кантри в целом. Его традиции продолжает семья Уильямса — сын Хэнк Уильямс-младший, дочь Джетт Уильямс, а также внуки Хэнк Уильямс III, Холли Уильямс и Хиллари Уильямс.

## Биография

### Ранние годы
Хайрам Кинг Уильямс родился в 1923 году, недалеко от города Джорджиана, Алабама. В 8 лет мать подарила Хэнку гитару. Уже в школьном возрасте он выступал в клубах по всей Алабаме, подражая своему кумиру Рою Экаффу, песни которого он в то время исполнял. После переезда в город Монтгомери собрал в 1941 г. музыкальный коллектив The Drifting Cowboys, чьи записи регулярно прокручивались на местной радиостанции.
В 1944 г. Хэнк женился на Одри Шеппард и попросил её стать своим менеджером. Наскучив статусом знаменитостей городского уровня, супруги в 1949 г. отправились в «столицу кантри» Нэшвилл, где завязали важные знакомства с воротилами музыкальной индустрии. Зимой 1946—1947 гг. Хэнк записал свои первые синглы, «Never Again» и «Honky Tonkin». Их успех в чартах принёс ему контракт с лейблом MGM Records.

### Звёздные годы

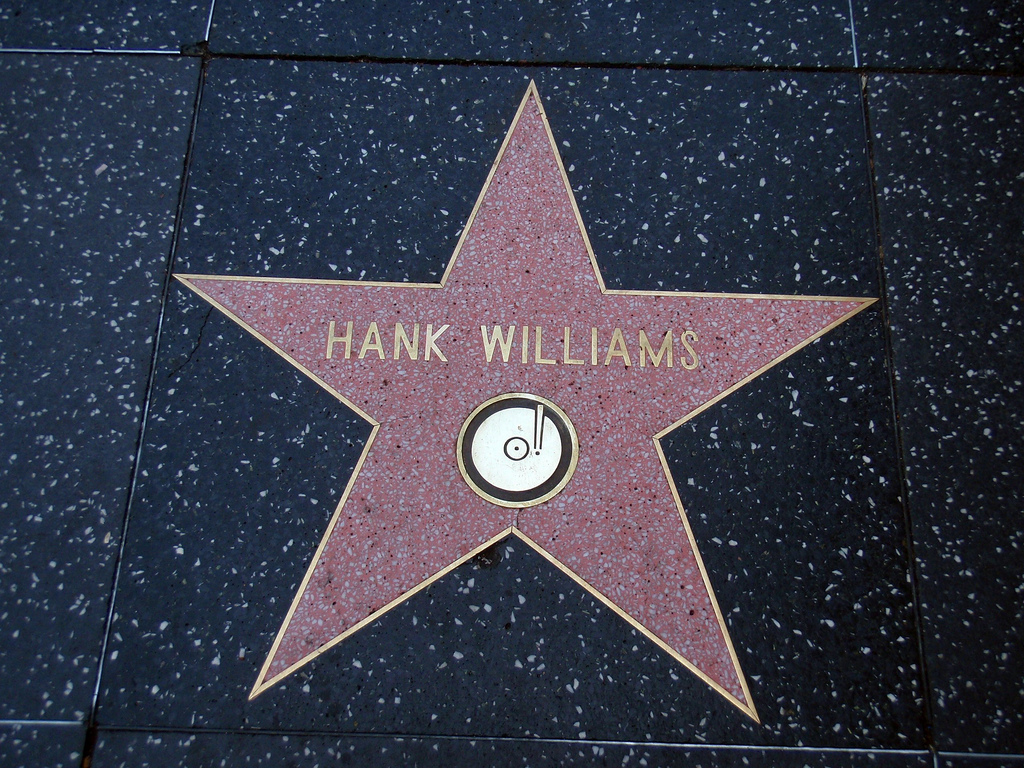
Звезда Хэнка Уильямса на Голливудской «Аллее славы»

В 25 лет Хэнк становится звездой национального масштаба. Один за другим его хиты попадают на верхние строчки кантри-чартов. Вершиной популярности стала запись его визитной карточки, песни «Lovesick Blues», весной 1949 г. Когда он исполнил её на шоу Grand Ole Opry, публика шесть раз требовала исполнения на бис. На первом месте в кантри-чартах песня оставалась рекордные 16 недель.
Этот и следующий годы были для Хэнка временем лихорадочной активности. Практически каждый месяц выходили новые синглы, записанные им с новым составом The Drifting Cowboys. Одновременно он записывал спиричуэлс под псевдонимом Luke the Drifter. С женой он виделся редко, во время бесконечных гастролей находя утешение в алкоголе. Его личная жизнь начала трещать по швам, Одри подумывала о сольной карьере, встречи заканчивались ссорами. В январе 1952 г. они расстались насовсем.
В 1951 году начинающий певец Тони Беннетт перепел написанную Хэнком песню «Cold Cold Heart», и эта запись стала самым продаваемым синглом года, царя в поп-чартах на протяжении нескольких месяцев. После этого триумфа к репертуару Хэнка стали проявлять интерес многие поп-исполнители, от Джо Стаффорд до Розмари Клуни. Он становится одним из самых востребованных авторов песен в американском шоу-бизнесе. Его наперебой приглашают в эфир радиостанции, вещающие для самой широкой публики, а не только для традиционных поклонников кантри — южан.

### Саморазрушение
Карьерный взлёт сопровождался распадом личности исполнителя. В течение всего 1952 года его редко видели трезвым. Из-за полученной на охоте травмы спины он пристрастился к морфию и прочим наркотикам. Вернувшись после развода к матери в Монтгомери, он стал «шалить» с оружием и, будучи в подпитии, часто разносил попадавшиеся под руку предметы. Он стал пропускать концерты или появлялся на них в изрядном подпитии. Администрация Grand Ole Opry, не желая рисковать своей репутацией, попросила его больше не появляться на шоу.
В 1952 г. Хэнк уезжает от матери с музыкантом Рэем Прайсом. Некоторое время они вместе снимают жильё в Нэшвилле. В конце года Хэнк оформил брак со своей 19-летней подружкой. Врачи предупреждают его о проблемах с сердцем. 1 января 1953 г. 29-летний певец был найден мёртвым на заднем сиденье своего «Кадиллака» с бутылкой виски. Обнаружил его водитель. Он умер в пути. Причиной смерти предположительно стала сердечная недостаточность. По иронии судьбы, его последний сингл назывался «I’ll Never Get Out of This World Alive» («Мне никогда не выбраться с этого света живым»).
В последние месяцы жизни Хэнка лидером The Drifting Cowboys становится его товарищ Рэй Прайс. Именно последний год жизни Хэнка был ознаменован выходом таких его нестареющих хитов, как «Half As Much» и «Jambalaya». «Your Cheatin' Heart» — возможно, его самая известная мелодия — была выпущена посмертно и возглавляла национальный хит-парад кантри-синглов на протяжении 6 недель.

## Синглы
| Год  | Сторона A                                  | чарт* | Сторона B                                         | чарт* |
| 1947 | «Never Again (Will I Knock on Your Door)»  | —     | «Calling You»                                     | —     |
| 1947 | «Wealth Won’t Save Your Soul»              | —     | «When God Comes and Gathers His Jewels»           | —     |
| 1947 | «My Love for You (Has Turned to Hate)»     | —     | «I Don’t Care (If Tomorrow Never Comes)»          | —     |
| 1947 | «Pan American»                             | —     | «Honky Tonkin'»                                   | —     |
| 1947 | «Move It On Over»                          | 4     | «I Heard You Crying in Your Sleep»                | —     |
| 1947 | «On the Banks of the Old Pontchartrain»    | —     | «Fly Trouble»                                     | —     |
| 1948 | «My Sweet Love Ain’t Around»               | —     | «Rootie Tootie»                                   | —     |
| 1948 | «Honky Tonkin'»                            | 14    | «I’ll Be a Bachelor 'Til I Die»                   | —     |
| 1948 | «I’m a Long Gone Daddy»                    | 6     | «The Blues Come Around»                           | —     |
| 1948 | «I Saw the Light»                          | —     | «Six More Miles (To the Graveyard)»               | —     |
| 1948 | «A Mansion on the Hill»                    | 12    | «I Can’t Get You Off of My Mind»                  | —     |
| 1949 | «Lovesick Blues»                           | 1     | «Never Again (Will I Knock on Your Door)»         | 6     |
| 1949 | «Wedding Bells»                            | 5     | «I’ve Just Told Mama Goodbye»                     | —     |
| 1949 | «Mind Your Own Business»                   | 5     | «There’ll Be No Teardrops Tonight»                | —     |
| 1949 | «You’re Gonna Change (Or I’m Gonna Leave)» | 4     | «Lost Highway»                                    | 12    |
| 1949 | «My Bucket’s Got a Hole In It»             | 2     | «I'm So Lonesome I Could Cry»                     | —     |
| 1950 | «I Just Don’t Like This Kind of Living»    | 5     | «May You Never Be Alone»                          | —     |
| 1950 | «Long Gone Lonesome Blues»                 | 1     | «My Son Calls Another Man Daddy»                  | 9     |
| 1950 | «Why Don’t You Love Me?»                   | 1     | «A House Without Love»                            | —     |
| 1950 | «Why Should We Try Anymore?»               | 9     | «They’ll Never Take Her Love from Me»             | 5     |
| 1950 | «Moanin' the Blues»                        | 1     | «Nobody’s Lonesome for Me»                        | 9     |
| 1951 | «Cold, Cold Heart»                         | 1     | «Dear John»                                       | 8     |
| 1951 | «Howlin' at the Moon»                      | 3     | «I Can't Help It (If I'm Still in Love with You)» | 2     |
| 1951 | «Hey Good Lookin'»                         | 1     | «My Heart Would Know»                             | —     |
| 1951 | «(I Heard That) Lonesome Whistle»          | 9     | «Crazy Heart»                                     | 4     |
| 1951 | «Baby, We’re Really in Love»               | 4     | «I’d Still Want You»                              | —     |
| 1952 | «Honky Tonk Blues»                         | 2     | «I’m Sorry for You, My Friend»                    | —     |
| 1952 | «Half as Much»                             | 2     | «Let’s Turn Back the Years»                       | —     |
| 1952 | «Jambalaya (On the Bayou)»                 | 1     | «Window Shopping»                                 | —     |
| 1952 | «Settin' the Woods on Fire»                | 2     | «You Win Again»                                   | 10    |
| 1952 | «I'll Never Get Out of This World Alive»   | 1     | «I Could Never Be Ashamed of You»                 | —     |
| 1953 | «Kaw-Liga»                                 | 1     | «Your Cheatin' Heart»                             | 1     |
| 1953 | «Take These Chains from My Heart»          | 1     | «Ramblin' Man»                                    |       |
| 1953 | «I Won’t Be Home No More»                  | 4     | «My Love for You»                                 |       |
| 1953 | «Weary Blues from Waitin'»                 | 7     | «I Can’t Escape from You»                         |       |
| 1955 | «Please Don’t Let Me Love You»             | 9     | «Faded Love and Winter Roses»                     |       |
| 1966 | «I'm So Lonesome I Could Cry» (re-release) | 43    | «You Win Again»                                   |       |
| 1976 | «Why Don’t You Love Me» (re-release)       | 61    | «Ramblin' Man»                                    |       |
| 1989 | «There’s a Tear in My Beer»                | 7     | (Hank Williams, Jr.)                              |       |

## Дискография
| Год  | Наименование                      |
| 1952 | «Hank Williams Sings»             |
| 1955 | «Hank Williams Memorial Album»    |
| 1955 | «Ramblin' Man»                    |
| 1956 | «I Saw the Light»                 |
| 1959 | «The Unforgettable Hank Williams» |
| 2005 | «Jambalaya (On the Bayou)»        |